# Калабасас (Калифорнија)
Калабасас (енгл. Calabasas) град је у америчкој савезној држави Калифорнија. По попису становништва из 2010. у њему је живело 23.058 становника.

## Демографија
Према попису становништва из 2010. у граду је живело 23.058 становника, што је 3.025 (15,1%) становника више него 2000. године.
| Група             | 2000.          | 2010.          |
| Белци             | 16.789 (83,8%) | 18.332 (79,5%) |
| Афроамериканци    | 236 (1,2%)     | 375 (1,6%)     |
| Азијати           | 1.544 (7,7%)   | 1.993 (8,6%)   |
| Хиспаноамериканци | 949 (4,7%)     | 1.481 (6,4%)   |
| Укупно            | 20.033         | 23.058         |